# Odbor za lokalno samoupravo in regionalni razvoj Državnega zbora Republike Slovenije
Odbor za lokalno samoupravo in regionalni razvoj je odbor Državnega zbora Republike Slovenije.

## Delovanje
»Odbor obravnava predloge zakonov, druge akte in problematiko, ki se nanašajo na lokalno samoupravo na ravni občine in pokrajine. Spremlja izvajanje zakonodaje s področja lokalne samouprave in izvajanje Evropske listine o lokalni samoupravi v praksi ter obravnava vprašanja regionalnega razvoja, pobude in predloge za ustanovitev občin in pokrajin ter za določitev oziroma spremembo njihovih območij, in tudi predloge, ki se nanašajo na teritorialno členitev Republike Slovenije, povezane s programi strukturne in kohezijske politike, spremlja pa tudi druge zadeve, ki so povezane z njenim delovnih področjem.
Odbor obravnava zadeve EU s svojega delovnega področja.«

## Sestava
4. državni zbor Republike Slovenije
- izvoljen: ?
- predsednik: Franc Jazbec
- podpredsednica: Cvetka Zalokar Oražem
- člani: Bogdan Barovič, Srečko Hvauc, Miran Jerič, Bojan Kontič, Branko Marinič, Martin Mikolič, Breda Pečan, Milan Petek, Marijan Pojbič, Mihael Prevc, Franc Pukšič, Vili Rezman, Vili Trofenik